# Полуозерье
Полуозерье (бел. Паўазер’е) — деревня в Бешенковичском районе Витебской области Беларуси. Входит в состав Улльского сельсовета.

## География
Деревня находится в центральной части Витебской области, на юго-восточном берегу озера Полозерье, при автодороге Р-144, на расстоянии приблизительно 21 километра (по прямой) к северо-западу от городского посёлка Бешенковичи, административного центра района. Абсолютная высота — 134 метра над уровнем моря. Площадь населённого пункта — 1,001 км².

## История
По состоянию на 1906 год, в имении имелся 1 двор и проживало 40 человек (20 мужчин и 20 женщин). В административном отношении входило в состав Хотинского сельского общества Мартиновской волости Лепельского уезда Витебской губернии.
До 2004 года Полуозерье входило в состав Сокоровского сельсовета.

## Население
По данным переписи 2019 года, в деревне проживало 26 человек.
| Год  | Население, человек |
| ---- | ------------------ |
| 1906 | 40                 |
| 2009 | ↗ 43               |
| 2019 | ↘ 26               |